# Balacra magna
Balacra magna là một loài bướm đêm thuộc phân họ Arctiinae, họ Erebidae.